# St. Katharina (Rohrbach)

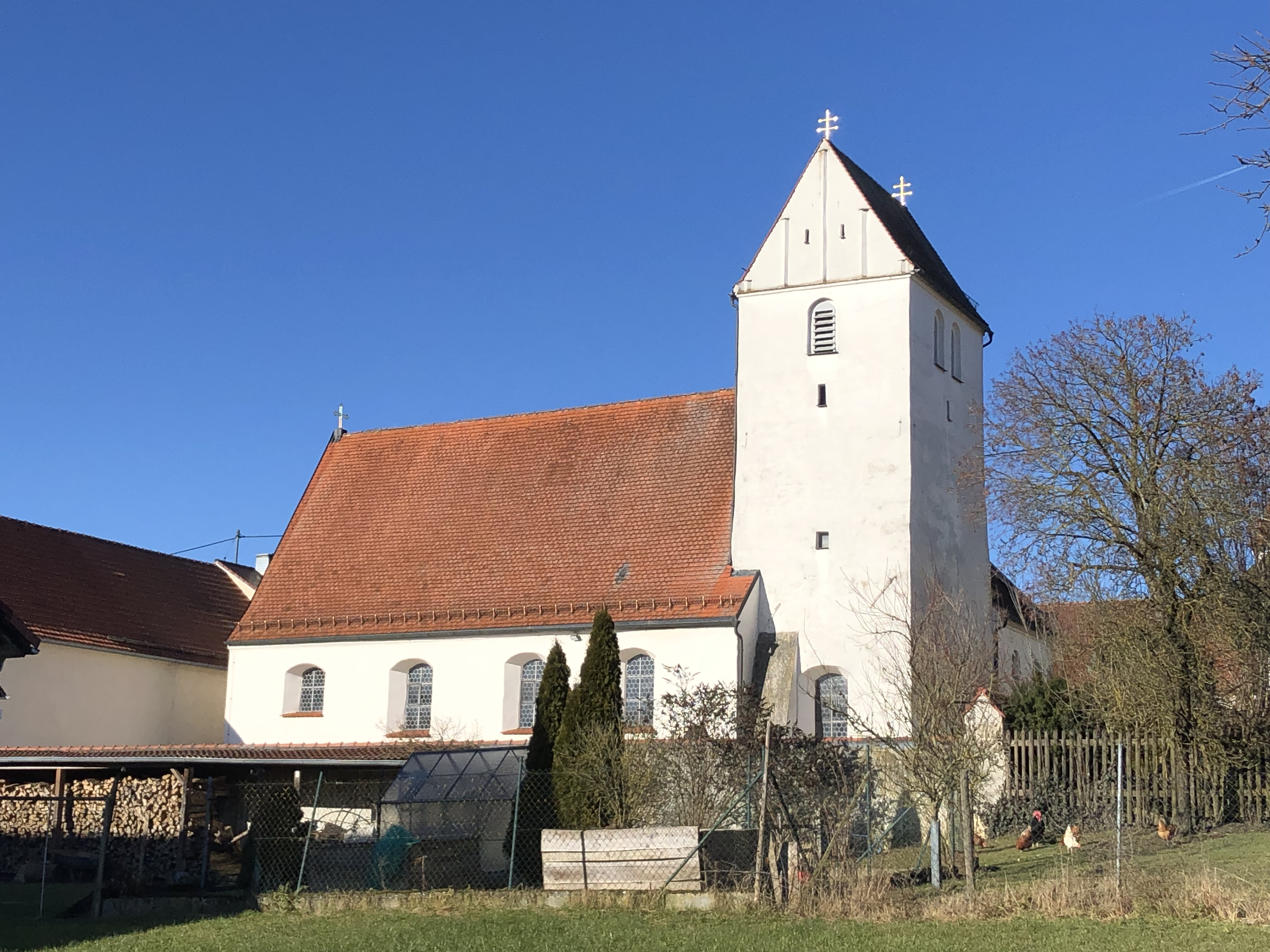
St. Katharina in Rohrbach

Die römisch-katholische Pfarrkirche St. Katharina steht in Rohrbach, einem Gemeindeteil des Marktes Rennertshofen im oberbayerischen Landkreis Neuburg-Schrobenhausen. Sie ist in der Liste der Baudenkmäler in Rennertshofen unter der Nr. D-1-85-153-80 eingetragen. Die Kirche gehört zum Dekanat Weißenburg-Wemding des Bistums Eichstätt.

## Beschreibung
Die Saalkirche besteht aus dem vermutlich 1595 neu errichteten und 1856/57 nach Westen verlängerten Langhaus und dem um 1300 gebauten Chorturm im Osten.
Im Ende des 17. Jahrhunderts barockisierten Inneren ist das Kirchenschiff mit einer Flachdecke überspannt, während der Chorraum im Erdgeschoss des Chorturms mit einem Kreuzgratgewölbe abschließt.
Die neunregistrige Orgel wurde 1940 von Josef Bittner aus Eichstätt erbaut.